# آريابيثيس
آريابيثيس (بالإغريقية: Ἀριαπείθης)‏ كان ملك السكيثيين في أوائل القرن الخامس قبل الميلاد، ووالد سكيلاس.
كان لآريابيثيس ثلاث زوجات، أنجبت كل واحدة منهن منه إبنًا واحدًا وهن: امرأة يونانية لم يذكر اسمها من إستريا (والدة سكيلاس)، وامرأة تراقية لم يذكر اسمها وكانت ابنة الملك تيريس (والدة أوكتاماساداس)، وامرأة سكيثية تدعى أوبوبيا (والدة أوريكوس).
قُتل أريابيث بخيانة على يد سبارجابيثيس، ملك أغاثيرسي، وبعد ذلك تولى سكيلاس ملك السكيثيين، وتزوج زوجة أبوه.
كان آريابيثيس معاصرًا للمؤرخ هيرودوت، لأنه يخبرنا أنه كان من تينينيس، وصية على آريابيثيس، وهو سرد لعائلة الفيلسوف السكيثي آناكارسيس.